# Te voglio bene assaje/Dicitencello vuje
 Canzoni napoletane classiche: Te voglio bene assaje/Dicitencello vuje, pubblicato nel 1965, è un singolo del cantante italiano Mario Trevi

## Storia
Il disco contiene due brani classici interpretati da Mario Trevi. 
Una serie di singoli che andranno a formare l'album Canzoni classiche napoletane, del 1965. Una breve antologia sulla canzone classica napoletana.

## Tracce
Lato A
- Te voglio bene assaje  (Trascriz. Longo)

Lato B
- Dicitencello vuje (Fusco-Falvo)

## Incisioni
Il singolo fu inciso su 45 giri, con marchio Durium- serie Royal (QCA 1338).
Direzione arrangiamenti: M° Eduardo Alfieri.